# ژیان‌مرغ پاتاگونیایی
ژیان‌مرغ پاتاگونیایی (نام علمی: Colorhamphus parvirostris) گونه‌ای از پرندگان تیرهٔ ژیان‌مرغان است که تنها در سردهٔ Colorhamphus است. در آرژانتین و شیلی یافت می‌شود. زیستگاه طبیعی آن جنگل‌های معتدل است. اگرچه این گونه عمدتاً حشره‌خوار است، اما دیده شده است که دانه‌های مایتن و میوه لنادورا را نیز می‌خورد.